# 清水めぐみ (女優)
清水 めぐみ （しみず めぐみ、1957年〈昭和32年〉6月29日 - ）は、日本の俳優。東京都出身。スタッフ・アップ プロモーション所属。

## 来歴・人物
中学生の頃に通っていたタレント養成所で「日本髪が良く似合う顔立ち」と評判になったことから推薦されて芸能界デビュー。
最終学歴は二松學舍大学。
中学生時代は水泳で、バタフライと平泳ぎの選手だった。この他、スポーツはテニスもやっていた。

## 出演

### テレビ作品
NHK
- 連続テレビ小説「いちばん星」（1977年）

日本テレビ
- 遠山の金さん２ 第20話 「姉弟ふたり」おとせ役
- 桃太郎侍
  - 第40話「男ごころの茶碗酒」（1977年） - おまさ
  - 第69話「おれはお江戸のダメ同心!」（1978年） - あき
  - 第196話「大江戸ラブ・ストーリー」（1980年） - おせつ
- 新五捕物帳
  - 第80話「千羽鶴の女」（1979年）
  - 第94話「空っ風の唄」（1980年）
  - 第119話 ｢寺子屋騒動｣ - 第165話 ｢逃亡の果て｣ (1980年 - 1981年)  - おその
- 俺たちは天使だ! 第8話「運が良ければ相続人」（1979年） - 加納里子
- 松平右近事件帳（1982年）
- 木曜ゴールデンドラマ
  - 「旅愁」
  - 「蜃気楼を見た女」
  - 「お葬式戦争87」
  - 「赤ちゃん戦争」
  - 「父と娘の季節」
- 火曜サスペンス劇場
  - 「再婚する女」
  - 「死の人工呼吸」 - 板倉弓子
  - 「どうぞ安らかに2」 - 孔雀王のママ
- おさと（1987年）
- 勝手にしやがれヘイ!ブラザー第8話（1989年） - 石塚雅子
- 乱歩R第7話（2004年）

TBS
- はじめまして（1975年） - 木原マチ子
- ポーラテレビ小説
  - 「加奈子」（1976年）
  - 「女・かけこみ寺」（1982年） - おちょう
- さくらの唄（1976年） - 岡部悦子
- Gメン'75　第168話「夏祭りの夜の惨劇」（1978年） − 野口久美
- 噂の刑事トミーとマツ(2)第7話（1982年） - 河野友美
- 水戸黄門
  - 第13部 第9話「危機一髪！火薬小屋の対決 -岡崎-」（1982年12月13日） - おゆう
  - 第14部 第5話「三年味噌に賭けた意地 -仙台-」（1983年11月28日） - おまち
- 花王愛の劇場
  - 「黒革の手帖」（1984年）
  - 「ママの色えんぴつ」（1988年）
  - 「天までとどけ」（1991年〜1999年） - 浜田絹江
  - 「アイとサムの街」（1991年）
  - 「年上でもいいじゃない」（1993年）
  - 「ラブ&ファイト」（2001年）
- 金曜ドラマ「モナリザたちの冒険」（1987年） - 渡辺弓子
- プロポーズは週末に（1988年）
- 月曜ドラマスペシャル
  - 「塀の外へはでたけれど」
  - 「三通の遺言状」（1991年）
- はなまるマーケット殺人事件（2000年）
- 恋がしたい恋がしたい恋がしたい（2001年） - 青島則子
- Stand Up!!（2003年） - 宇田川佐知子役
- こちら本池上署 3〜5（2004年〜2005年）
- 月曜ゴールデン
  - 「占い師みすず 事件は運命の彼方に」（2006年6月5日）
  - 「占い師みすず 事件は運命の彼方に3」（2008年6月23日） - 石川郁恵
  - 「緑川警部 vs 86人の容疑者」（2009年6月22日）
  - 「緑川警部 vs 16時02分の路線バス」（2010年7月26日）
  - 「女医・早乙女美砂「ガラスの階段」」（2013年2月4日） - 山田和代

フジテレビ
- 夫婦旅日記 さらば浪人第18話（1976年）
- 銭形平次
  - 第583話「お民の初恋」（1977年） - お民
  - 第651話「狙われた密会」（1978年） - お絹
  - 第665話「殉職 榊同心」（1978年） - おあき
- 柳生一族の陰謀 第16話「夜霧に鬼女が笛を吹く」（1979年） - お梅
- 新・江戸の旋風 第2話「山吹色は悪の色」（1980年） - お民
- 意地悪ばあさん 第6話「目には目をの巻」（1981年） - 鈴野ゆり子
- 影の軍団III 第19話「真夜中の復讐鬼」（1982年） - 秀扇
- 母の告白（2002年）
- はるちゃん6（2002年）
- 女医・優〜青空クリニック〜（2004年）
- 金曜エンタテイメント
  - 「ざけんなヨ!!7」
  - 「おかしな二人」
- 幸福の誤算
- 麗わしき鬼（2007年） - 壱岐みず絵

テレビ朝日
- ジャッカー電撃隊 第10話「11コレクション!! 幸福への招待」（1977年） - 太田美紀
- 遠山の金さん 杉良太郎版 
  - 第1シリーズ 第98話「金のなる木を持つ稼業」（1977年） - きよ
  - 第2シリーズ 第20話「姉弟ふたり」（1979年） - おとせ
- 半七捕物帳 第22話（1979年、歌舞伎座テレビ） ※尾上菊五郎版 - おてる
- 伝七捕物帳（1979年）
- 暴れん坊将軍 第116話「死んで花実の咲いたやつ」(1980年) - お道　役
- ザ・ハングマン 第33話「団地妻を喰らうゴキブリ達」（1981年） - 牧村夏子
- 必殺シリーズ
  - 必殺仕事人III 第3話「アルバイトをしたのは同級生」（1982年） - おせき
  - 必殺渡し人 第2話「秘密の宴で渡します」（1983年） - お縫
- 赤かぶ検事奮戦記III 第5話「閃光殺人のツケ」（1983年、ABC） - 大原津由子
- 特捜最前線
  - 第85話 「死刑執行0秒前!」（1978年）
  - 第438話「美しい狙撃者! 殺意を呼ぶマネーゲーム」（1985年） - 玲子
- ダウンタウン探偵組（1988年）
- 火曜ミステリー劇場「赤かぶ検事奮戦記」
- 土曜ワイド劇場　
  - 「魚たちと眠れ　洋上女子大学殺人事件」（1978年） - 水島陽子
  - 「スキーバスを追え! 三十六人の乗客」
  - 「長崎オランダ村殺人事件」
  - 「京都花の宿殺人事件」
  - 「スキー教室女たちの華麗な斗い!」
  - 「誘拐された夏」
  - 「事件8」
  - 「砂漠の喫茶店」 - 相島靖子
- 七人の女弁護士 最終話（1993年）
- ガラスの仮面 第1話（1997年） - 担当教師
- もうひとつの象の背中 3話（2007年）

毎日放送
- 仮面ライダーX 第22話「恐怖の大巨人! キングダーク出現!!」（1974年） - 早苗

テレビ東京
- 大江戸捜査網
  - 第205話「謎の女を張り込め!」（1975年） - おみつ
  - 第445話「夜空に賭けた女の慕情」（1980年） - おさき
  - 第540話「殺し屋軍団 逆転の切り札」（1982年） - お銀
  - 第625話「兇悪軍団怒る! 偶然の恐怖」（1983年） - おしな
  - 第640話「隠密同心暁に去る」（1984年） - おみね
- 一休さん・喝! 第2話「子供達の反乱・勉強やり過ぎ大騒動」（1986年）
- 女の手記ドラマ「社宅いじめの恐怖」
- 月曜女のサスペンス
  - 「時効の十字架」
  - 「黒い神座」
- 女と愛とミステリー
  - 「監察医・篠宮葉月 死体は語る3」
- 女と愛とミステリー→水曜ミステリー9→水曜シアター9
  - 密会の宿（2003年〜2009年） - 小泉彩乃
- サギ師リリ子 第5話「ボス」（2009年） - 矢部ミキ

### バラエティ番組
- 霊感ヤマカン第六感

### 舞台
- めおと太鼓
- 喧嘩花火

### 映画
- 天国までの百マイル

### Webドラマ
- 屋根のある空

ほか、多数